# Ахмедова, Кумри
Кумри Ахмедова, другой вариант фамилии — Ахмадова (8 марта 1915 года, Скобелев, Ферганская область, Туркестанский край, Российская империя — июнь 2014 года, Душанбе, Таджикистан) — крутильщица Сталинабадского шёлкового комбината Таджикского совнархоза, Таджикская ССР. Герой Социалистического Труда (1960).
Родилась в 1915 году в городе Скобелев (сегодня — Фергана) Ферганской области. С 1939 года трудилась на разведении коконов на Сталинабадской шёлкомотальной фабрике. С 1948 года — крутильщица кокономотального цеха Сталинабадского шёлкового комбината.
Неоднократно занимала передовые места в социалистическом соревновании среди тружеников комбината. Указом Президиума Верховного Совета СССР от 7 марта 1960 года удостоена звания Героя Социалистического Труда «в ознаменование 50-летия Международного женского дня, за выдающиеся трудовые достижения в труде и особо плодотворную общественную деятельность» с вручением ордена Ленина и золотой медали «Серп и Молот».
В 1965 году вышла на пенсию. Проживала в Душанбе. Умерла в июне 2014 года.
Награды
- Герой Социалистического Труда
- Орден Ленина
- Медаль «За доблестный труд в Великой Отечественной войне 1941—1945 гг.»[1]